# Hendrik Prinsen
Hendrik Prinsen (Ambt Almelo, 7 juni 1897 – 6 mei 1973) was een Nederlands politicus van de ARP.
Hij werd geboren als zoon van Johan Willem Prinsen (1871-1914; wever) en Janna Tuls (1872-1961). Hij bezocht de Middelbare Handelsschool en ging daarna werken bij de gemeente Blokzijl. Hij was daar ambtenaar ter secretarie en gemeente-ontvanger voor hij in 1927 overstapte naar het waterschap De Regge. Prinsen bracht het daar tot afdelingschef in de rang van commies voor hij in september 1955 burgemeester werd van de gemeenten Lange Ruige Weide, Hekendorp en Papekop. In 1962 ging hij met pensioen maar bleef aan als waarnemend burgemeester van deze drie gemeenten. In 1964 fuseerden deze gemeenten met de gemeente Waarder tot de gemeente Driebruggen waarvan hij nog enkele maanden de waarnemend burgemeester was. In 1973 overleed hij op 75-jarige leeftijd.